# Erich Basarke

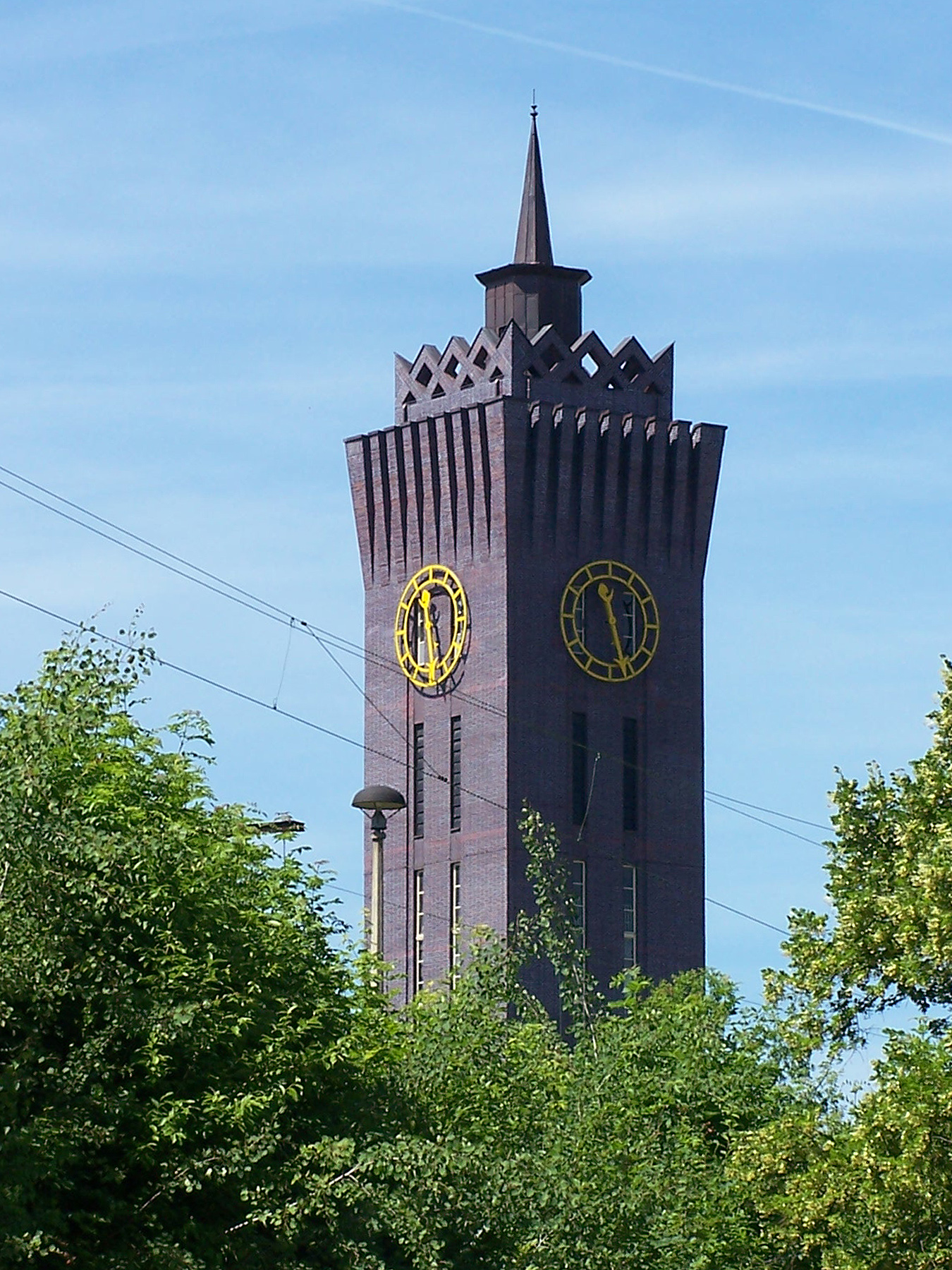
Uhrturm des Wirkbau von Schubert & Salzer in Chemnitz (1927)

Erich Basarke (* 15. November 1878 in Graudenz, Westpreußen; † 23. April 1941 in Chemnitz) war ein deutscher Architekt in Chemnitz.

## Leben
Erich Basarke wurde 1878 im westpreußischen Graudenz (heute Grudziądz, Polen) als Sohn eines Schneiders geboren. Er absolvierte eine Maurerlehre in Posen und studierte von 1900 bis 1903 an der Kunstakademie Dresden Architektur. Ab 1904 war er als Hilfsarchitekt beim Hochbauamt Chemnitz angestellt. 1908 gründete er gemeinsam mit Alfred Zapp das Architekturbüro Zapp & Basarke in Chemnitz. In der Folgezeit entwickelte er sich zu einem der produktivsten und vielseitigsten sächsischen Architekten im ersten Drittel des 20. Jahrhunderts. Zapp schied 1919 aus, Basarke behielt den gut eingeführten Büronamen trotzdem bis 1921 bei.
Erich Basarke heiratete 1912 die Fabrikantentochter Susanne Reinecker, die bereits 1930 starb. Aus der Ehe ging eine Tochter hervor, Thea. Seine Grabstätte befindet sich auf dem Städtischen Friedhof Chemnitz im Familiengrab Reinecker.

## Bauten und Entwürfe (Auswahl)
Neben Hochbauten entwarf Basarke Interieurs und Grabdenkmale, auch etliche nicht ausgeführte Wettbewerbsentwürfe sind belegbar. Basarke begann im Stil des Historismus und Neoklassizismus, in den 1920er Jahren schuf er einige Art-déco-Gestaltungen und näherte sich zu Ende des Jahrzehnts der architektonischen Moderne bzw. dem Neuen Bauen an.

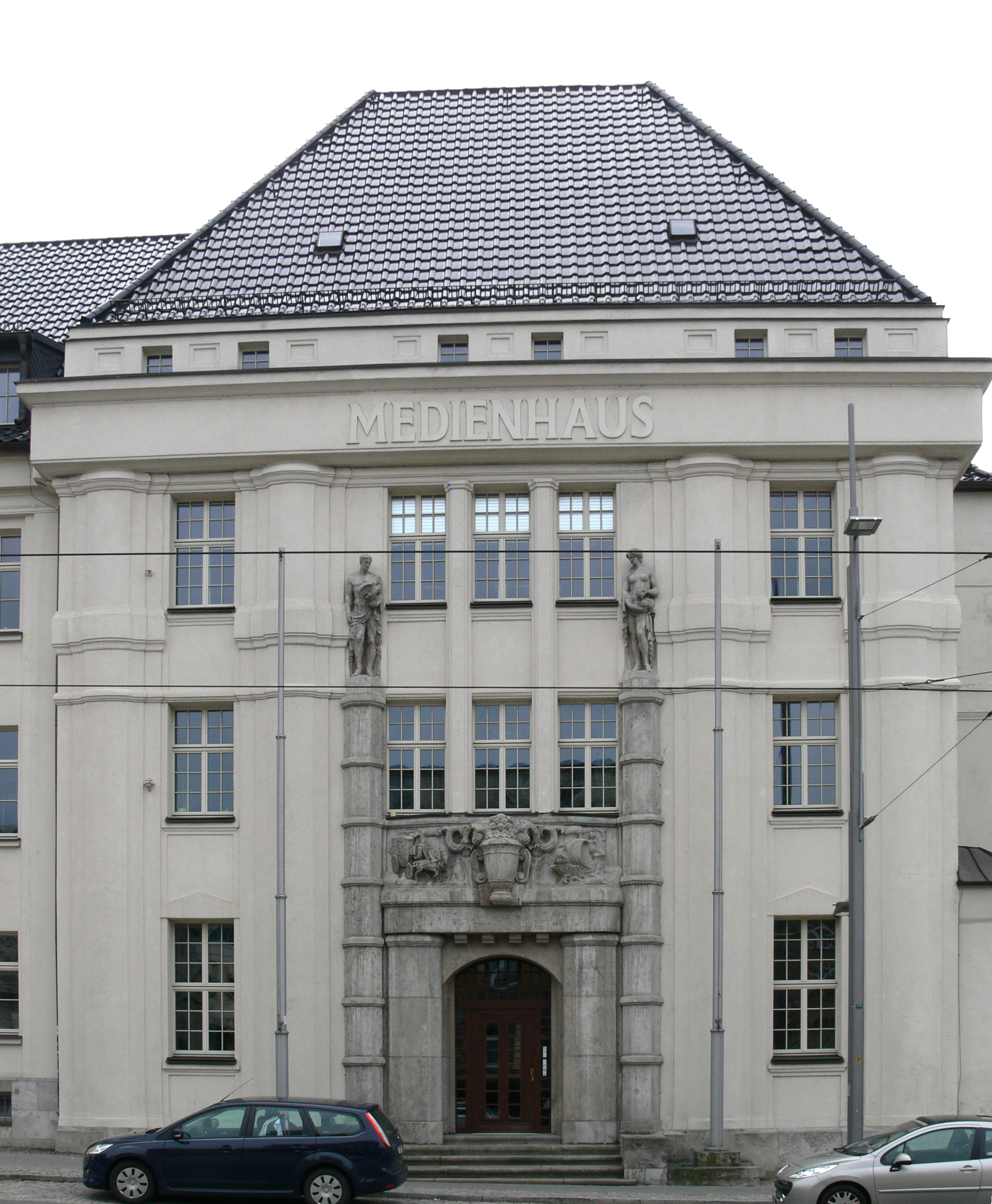
Handelskammer in Chemnitz (1910–1912)

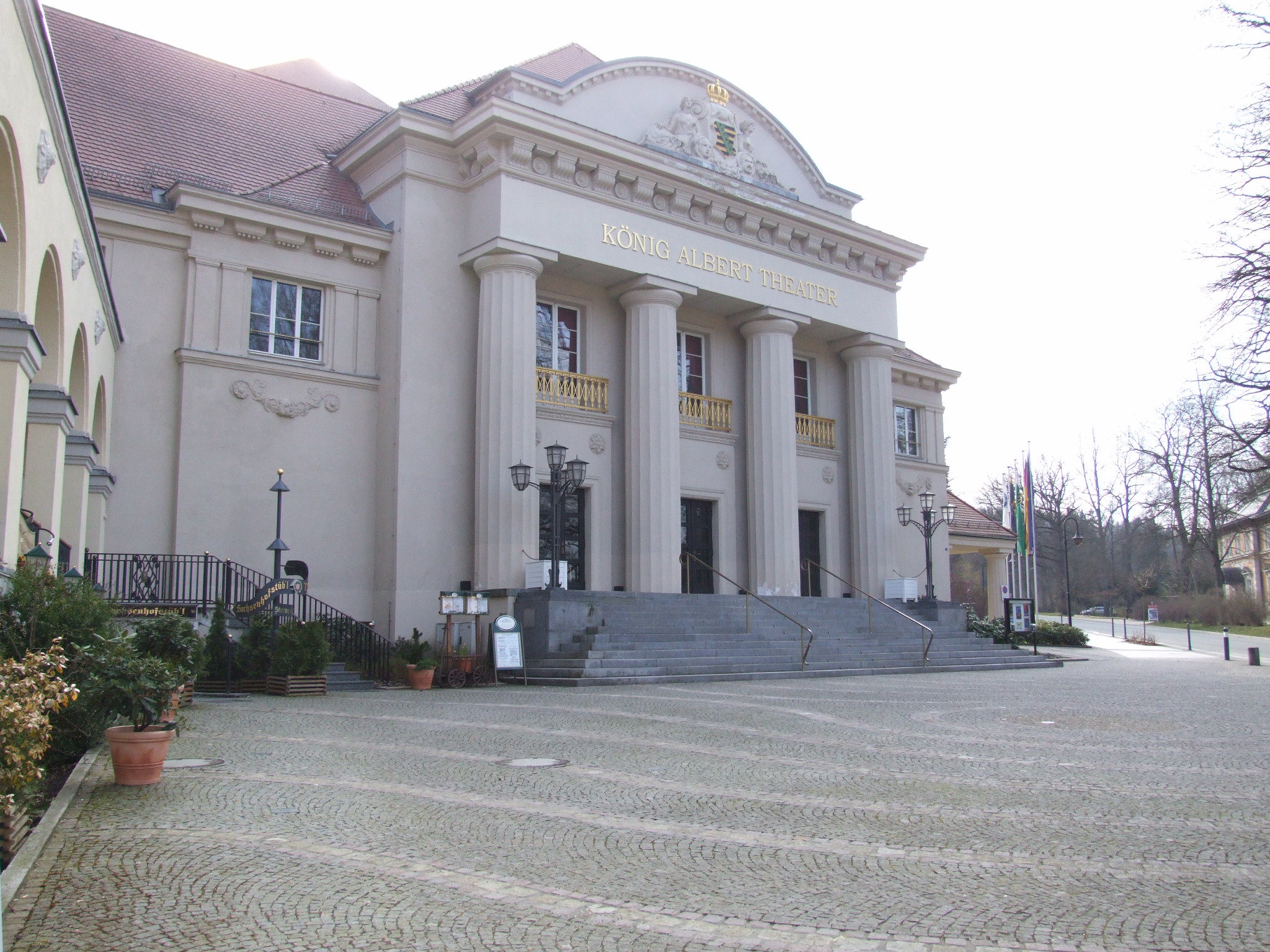
König-Albert-Theater (Kurtheater) in Bad Elster (1914)

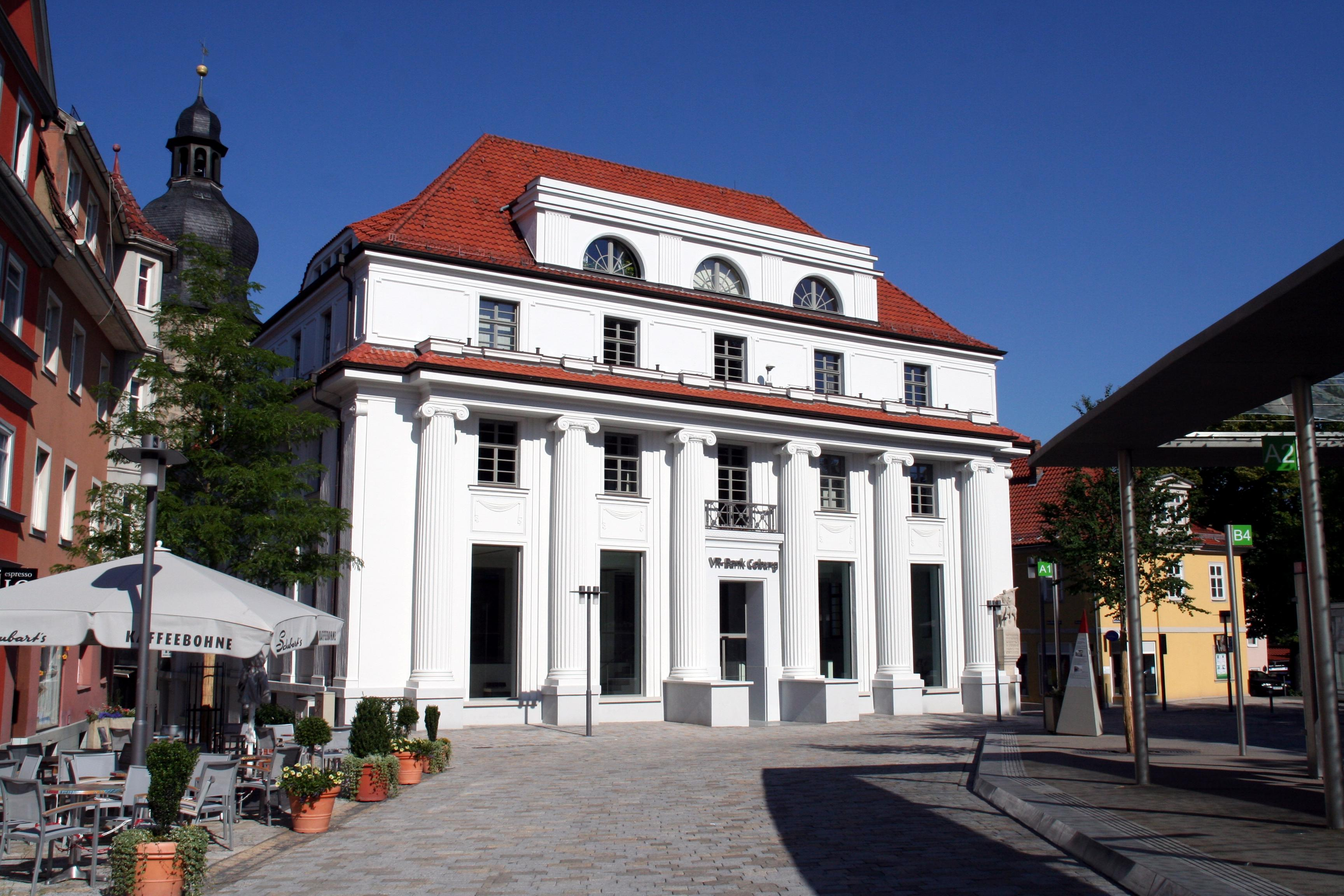
Filiale der VR-Bank Coburg in Coburg (1915)

- 1907–1908: Villa für den Unternehmer Theobald Baldauf in Marienberg (Erzgebirge), Anton-Günther-Weg 4 (Zapp und Basarke; 1912–1913 erheblich verändert)[1]
- 1908:–9999 Palast-Hotel „Wettiner Hof“ in Bad Elster, Bahnhofstraße 1 (mit Alfred Zapp; 2011 abgebrochen)
- 1909:–9999 Radrennbahn in Chemnitz-Altendorf
- 1909–1910: Bernsdorfer Schule in Chemnitz-Bernsdorf, Bernsdorfer Straße
- 1910–1912: Gebäude der Handelskammer zu Chemnitz in Chemnitz, Carolastraße 4 (mit Alfred Zapp; 1939 erweitert)
- 1911–1912: Fabrikgebäude der Werkzeugmaschinenfabrik Schubert & Salzer in Chemnitz
- 1911–1917: Fabrikgebäude, sog. „Büromaschinenbau“ der Wanderer-Werke in (Chemnitz-)Schönau, Zwickauer Straße 221
- 1912:–9999 Wettbewerbsentwurf für ein Rathaus in Lugau (prämiert mit einem von mehreren 1. Preisen)[2]
- 1912:           Fabrikgebäude, Buntweberei, heute bekannt als „Speicher“, in Zwönitz (mit Alfred Zapp)
- 1912–1913: Montagehalle der Werkzeugmaschinenfabrik Union in Chemnitz
- 1912–1914: Strumpf- und Trikotagenfabrik Louis Bahner („ELBEO“) in Oberlungwitz, Stollberger Straße
- 1913:–9999 Bauten der Werkzeugmaschinenfabrik J. E. Reinecker in Chemnitz, Bernhardstraße 68
- 1913–1914: Hotel „Sachsenhof“ in Bad Elster, Badstraße 21 (mit Alfred Zapp)
- 1913–1914: Kurtheater in Bad Elster (mit Alfred Zapp)
- 1913:–9999 Zigarrenfabrik der Großeinkaufs-Gesellschaft Deutscher Consumvereine (GEG) in Frankenberg (Sachsen) (mit Alfred Zapp)
- 1915–1917: Bankgebäude der Vereinsbank Coburg in Coburg, Theaterplatz 10/11 (mit Alfred Zapp)
- 1921–1924: Lager und Verwaltungsgebäude (so genannte Handelszentrale Chemnitz) der GEG in Chemnitz, Neue Kauffahrtei
- 1921–1922: Schachtgebäude der Gewerkschaft „Gottes Segen“ in Oelsnitz/Erzgeb., Pflockenstraße 28
- 1921–1923: Fabrikgebäude der Wirkmaschinenfabrik Karl Lieberknecht in Oberlungwitz
- 1921–1923: Fabrikgebäude der „Phänomen“-Werke Gustav Hiller AG in Zittau
- 1921–1926: Bankgebäude der Deutsche Bank AG in Chemnitz, Falkeplatz 2[3]
- 1922:–9999 Umbau eines Geschäftshauses für die Leipziger Lebensversicherungs-AG in Leipzig
- 1923:–9999 Neubauten der Trikotagenfabrik E. R. Häberle in Wittgensdorf
- 1926:–9999 Zweigwerk der Strumpf- und Trikotagenfabrik Louis Bahner („ELBEO“) in Stollberg/Erzgeb.
- 1926–1927: Erweiterungsbau des Kaufhauses Tietz in Chemnitz
- vor 1927:–9 Kino „Kammerlichtspiele“ in Chemnitz, Marktgäßchen[4]
- 1927:–9999 Erweiterungsbauten mit Uhrturm der Werkzeugmaschinenfabrik Schubert & Salzer in Chemnitz[5]
- 1927:–9999 Bankgebäude der Darmstädter und Nationalbank (Danat-Bank) in Hohenstein-Ernstthal
- 1928:–9999 Siedlung der Gewerkschaft „Gottes Segen“ in Oelsnitz (Erzgebirge)
- 1929:–9999 Handschuhfabrik der Gebrüder Becker in Chemnitz
- 1929–1930: Bankgebäude der Darmstädter und Nationalbank in Dresden, Waisenhausstraße

Zudem gestaltete er eine Vielzahl von Wohnhäusern.